# Şener Özbayraklı
Şener Özbayraklı (Artvin, Turquia; 23 de gener de 1990) és un futbolista professional turc. Juga de defensa.

## Referències

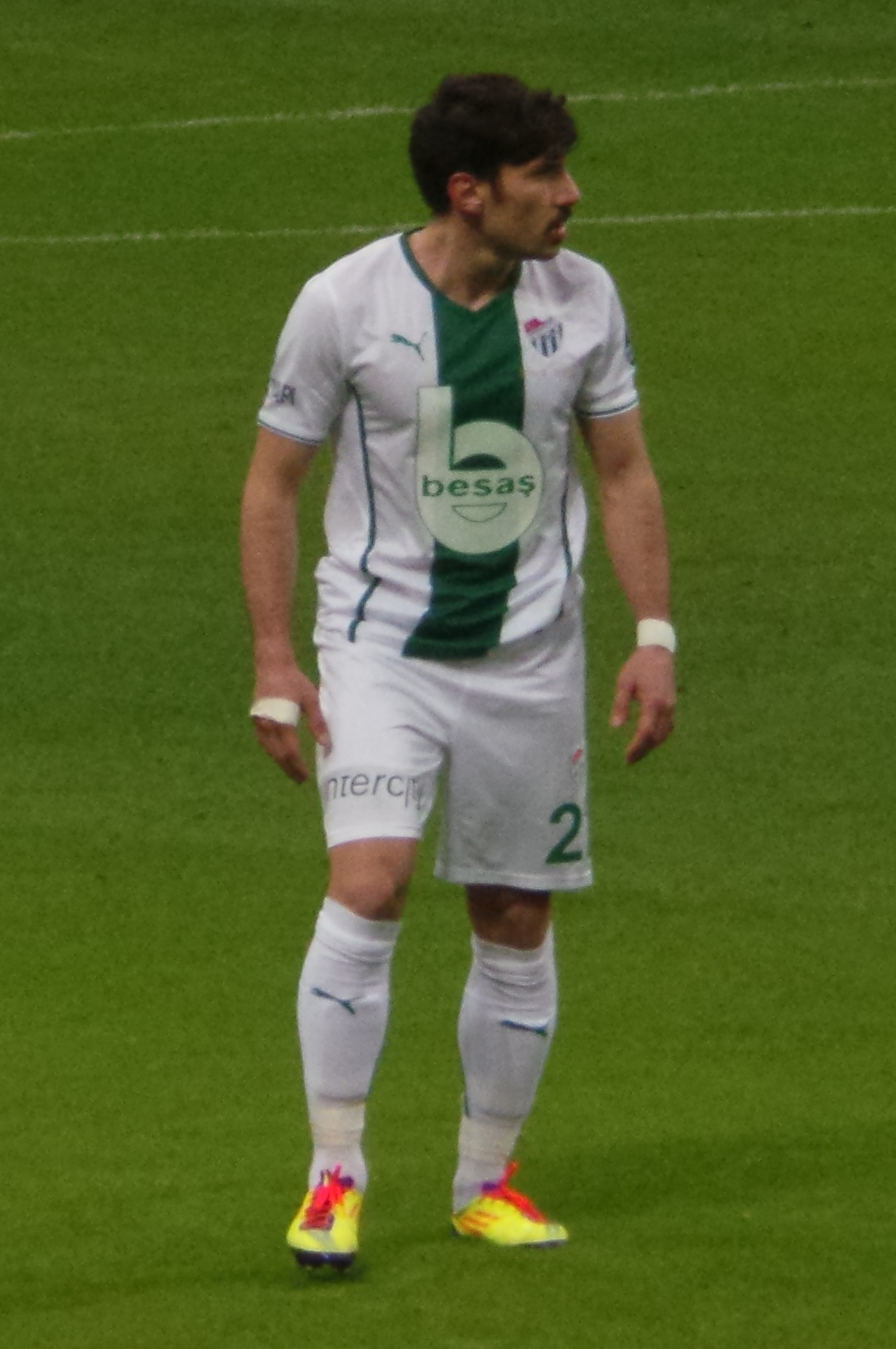
Şener Özbayraklı a Bursaspor.

## Clubs
| Club               | País    | Any         |
| ------------------ | ------- | ----------- |
| Keçiörengücü       | Turquia | 2009 - 2010 |
| Polatli Bugsaşspor | Turquia | 2010 - 2013 |
| Bursaspor          | Turquia | 2013 - 2015 |
| Fenerbahçe S.K.    | Turquia | 2015 -      |